# غريتا كيلر
غريتا كيلر (بالألمانية: Greta Keller)‏ هي مغنية وممثلة نمساوية، ولدت في 8 فبراير 1903 بفيينا في النمسا، وتوفيت بنفس المكان في 4 نوفمبر 1977.

## وصلات خارجية
- غريتا كيلر على موقع IMDb (الإنجليزية)
- غريتا كيلر على موقع ميوزك برينز (الإنجليزية)
- غريتا كيلر على موقع قاعدة بيانات الأفلام السويدية (السويدية)
- غريتا كيلر على موقع ديسكوغز (الإنجليزية)
- غريتا كيلر على موقع قاعدة بيانات الفيلم (الإنجليزية)
- غريتا كيلر على موقع كينوبويسك (الروسية)